# Rejony administracyjne służb
Rejony administracyjne służb – jednostki terytorialne administracji Wojska Polskiego II RP.
Każdy z dziesięciu okręgów korpusów, będących jednocześnie okręgami administracyjnymi, dzieł się na trzy rejony służb. Działalnością administracyjną i techniczną danej służby administracyjnej w obrębie rejonu kierował kierownik służby rejonu, według dyrektyw otrzymanych w tym kierunku bezpośrednio od szefa służby okręgu korpusu. Rejonowi kierownicy służb podlegali szefom służb okręgów korpusów. Mieli do swojej dyspozycji kredyty przyznane im przez szefów służb okręgów korpusów. 
Każdy z rejonów obsługiwał jedną dywizję piechoty oraz formacje pozostałych broni stacjonujące na obsłgiwanym terenie. Okręg Korpusu Nr VII z Dowództwem w Poznaniu dzielił się na rejony służb Gniezno, Kalisz i Poznań.
Rejony służb Kalisz obsługiwały oddziały 25 Dywizji Piechoty.

## Obsada personalna Rejonów służb Kalisz w 1923 roku
Służba intendentury - Kierownictwo Rejonu Intendentury Kalisz
- kierownik rejonu - ppłk int. Jan Karol Wojciechowski
- zastępca kierownika rejonu - mjr Antoni Filipski
- por. Marian Bolesław Schmidt
- por. Wacław Aut
- por. Teodor Fox

Rejonowy Zakład Gospodarczy w Szczypiornie
- p.o. kierownika - por. Józef Władysław Magda
- zastępca kierownika - por. Władysław II Pająk
- por. Franciszek Ćwikła

Służba inżynieryjno-saperska - Kierownictwo Rejonu Inżynierii i Saperów Kalisz
- kierownik rejonu - mjr inż. Ezechiel Leon Murzynowski
- oficer - por. Józef Wiktor Lipski
- oficer kasowy - wakat

Służba zdrowia - Kierownictwo Rejonu Sanitarnego Kalisz
- kierownik rejonu - ppłk lek. Czesław Rogala
- komendant Szpitala Rejonowego w Kaliszu z siedzibą w Szczypiornie - ppłk lek. Feliks Krzymuski
- Filia Szpitala Rejonowego w Ostrowie Wielkopolskim

Służba duszpasterska - Kierownictwo Rejonu Duszpasterstwa Katolickiego Kalisz
- kierownik rejonu - ks. kapelan Stanisław Moszczeński

Służba sprawiedliwości - Wojskowy Sąd Rejonowy w Kaliszu
- kierownik sądu - kpt. KS dr Michał Sydor
- sędzia - kpt. KS Tadeusz Gorzkowski

Na szczeblu rejonu nie były reprezentowane służby: uzbrojenia, samochodowa, kolejowa, łączności, taborowa, lotnictwa i aeronautyki, oświatowo-naukowa.